# Distrito de Ebersberg
Ebersberg es un distrito en Baviera, Alemania. Está limitada por (desde el norte y hacia la derecha) de los distritos de Erding, Mühldorf, Rosenheim y Múnich. Con una superficie de 549,34 km² y aproximadamente 126.000 habitantes, es uno de los condados más pequeños en Alemania.

## Historia
El distrito fue creado como un distrito administrativo de Ebersberg por la Reforma Administrativa en 1802, que dio lugar a la jurisdicción del monasterio en el tribunal de distrito Ebersberg Suabia (ahora incorporada Markt Schwaben), y trasladó la sede de gobierno en el pueblo antiguo mercado de Ebersberg era. Los límites de la administración del distrito han cambiado en los últimos 200 años, sólo un poco. En particular, él tiene la reforma administrativa en 1972 sobrevivió casi sin cambios. El Bosque Ebersberger, la mayor área de bosque contiguos en las tierras bajas del sur de Alemania, se encuentra con sus 75 kilómetros cuadrados en el centro del distrito y lo divide geográficamente y de desarrollo.
El acontecimiento más importante en la historia del distrito fue la Batalla de Hohenlinden el 3 de diciembre de 1800, que era una parte de la Guerras Napoleónicas.

## Geografía
Ebersberg fue moldeada por los glaciares alpinos glaciales. El panorama actual se caracteriza principalmente por el uso agrícola. 
El distrito incluye las zonas rurales al este de la ciudad de Múnich. A pesar de la proximidad de la urbanización de Múnich es baja. En el norte hay una zona forestal contigua de 80 km ², que actúa como zona de recreo para la población de la capital bávara. El bosque está formado por tres diferentes las áreas no incorporadas, Anzinger Forst, Ebersberger Forst, Y Eglhartinger Forst.

## Agricultura
En el noroeste y oeste se cultivan principalmente trigo, maíz y canola. En los suelos finos de la llanura de Múnich está dominado por la cebada, la colza y las papas. Estos últimos son producidos en gran parte para la elaboración de alcohol en una de las destilerías que tiene más de quince años en el distrito. Las tierras forestales y tierras agrícolas cubre el 90% de la superficie total del condado.

## Escudo de armas
El escudo muestra ambas partes de la palabra "Ebersberg": un jabalí (en alemán "Eber") de pie en una montaña (en alemán "Berg"). Estos dos símbolos son parte del escudo de la ciudad de Ebersberg también. Además el escudo del distrito incluyen un pino, símbolo de los bosques de la región

## Ciudades y municipios
1. Ebersberg
2. Grafing
3. Anzing
4. Assling
5. Baiern
6. Bruck
7. Egmating
8. Emmering
9. Forstinning
10. Frauenneuharting
11. Glonn
12. Hohenlinden
13. Kirchseeon
14. Markt Schwaben
15. Moosach
16. Oberpframmern
17. Pliening
18. Poing
19. Steinhöring
20. Vaterstetten
21. Zorneding